# Matsudono Moroie
Matsudono Moroie (松殿 師家) (né le 12 juillet 1172, mort le 11 novembre 1238), troisième fils de Fujiwara no Motofusa, est un kugyō (fonctionnaire japonais de haut rang) de la fin de l'époque de Heian au début de l'époque de Kamakura. Le régent Fujiwara no Tadataka ainsi que les moines bouddhistes Gyōi et Jituson sont ses beaux-frères.
Bien que n'étant pas premier né, il est promu en 1179 - à l'âge de huit ans - au rang de gon-chunagon, un des Daijō-kan à cause des tensions politiques entre l'empereur Go-Shirakawa et Taira no Kiyomori. Cela entraîne cependant une réaction de Kiyomori, menant au « coup de force Jisho » cette même année.

## Source de la traduction
- (en) Cet article est partiellement ou en totalité issu de l’article de Wikipédia en anglais intitulé « Matsudono Moroie » (voir la liste des auteurs).